# Invasão do Rio Grande do Sul
A invasão do Rio Grande do Sul iniciou-se em 10 de junho de 1865 quando cerca de 7 500 soldados sob o comando do general Estigarribia invadiram a vila de São Borja na fronteira com a Argentina. Cerca de 3 000 homens comandados pelo major Pedro Duarte ficaram na outra margem do rio Uruguai para acompanhar o avanço da coluna principal. Os paraguaios avançaram sempre costeando o rio sem grandes prejuízos, a execeção de um confronto no rio M'Butuí onde um batalhão paraguaio fora derrotado, até chegarem em Uruguaiana, onde um cerco de dois meses os fizeram se render incondicionalmente no dia 18 de setembro. O objetivo principal de López ao invadir o Rio Grande do Sul era forçar um tratado de paz favorável aos paraguaios com o Brasil. A ação se deu na segunda fase da Guerra do Paraguai, conhecida como Campanha de Corrientes.

## História
A Campanha de Corrientes teve início quando os paraguaios invadiram a Argentina em abril de 1865 após estes terem negado a passagem das tropas de López sobre seu território. Cerca de 30 000 soldados paraguaios invadiram e ocuparam a província de Corrientes.

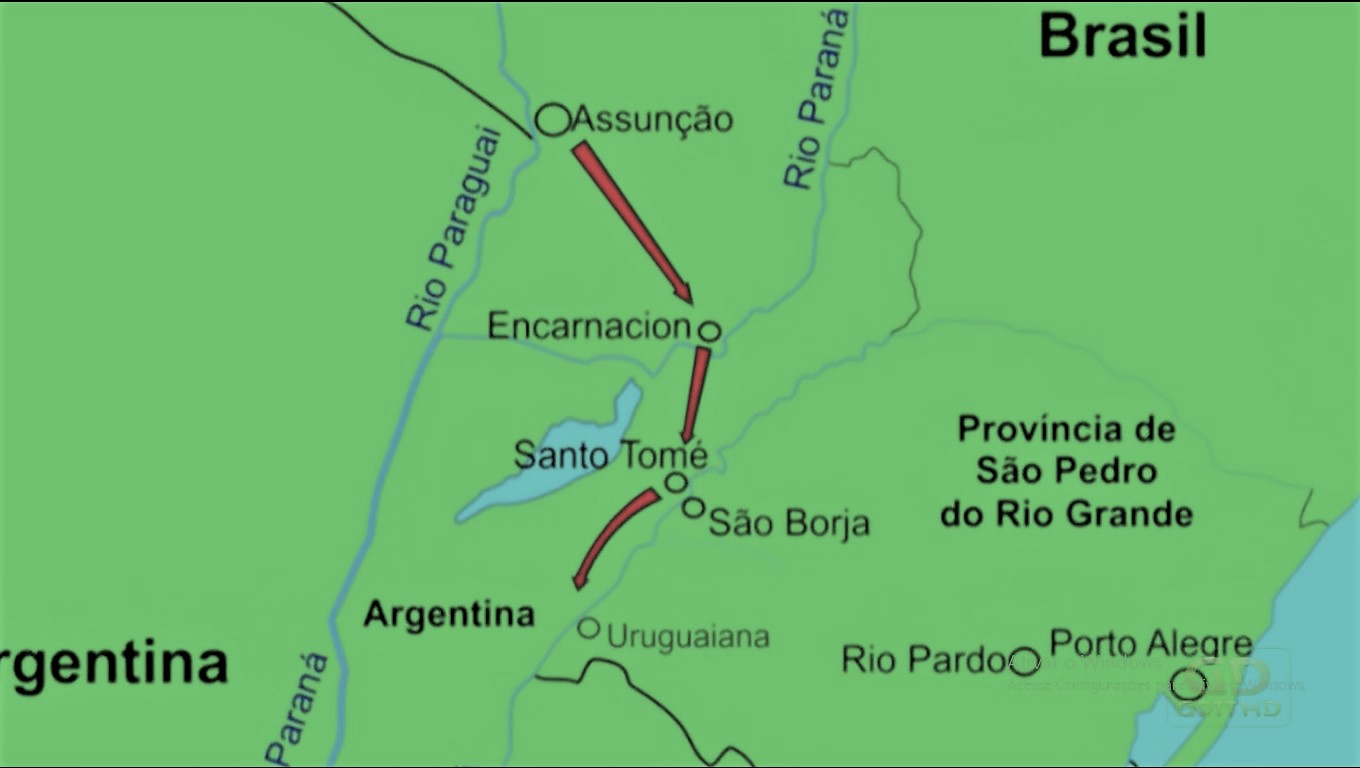
Movimentação das tropas paraguaias.

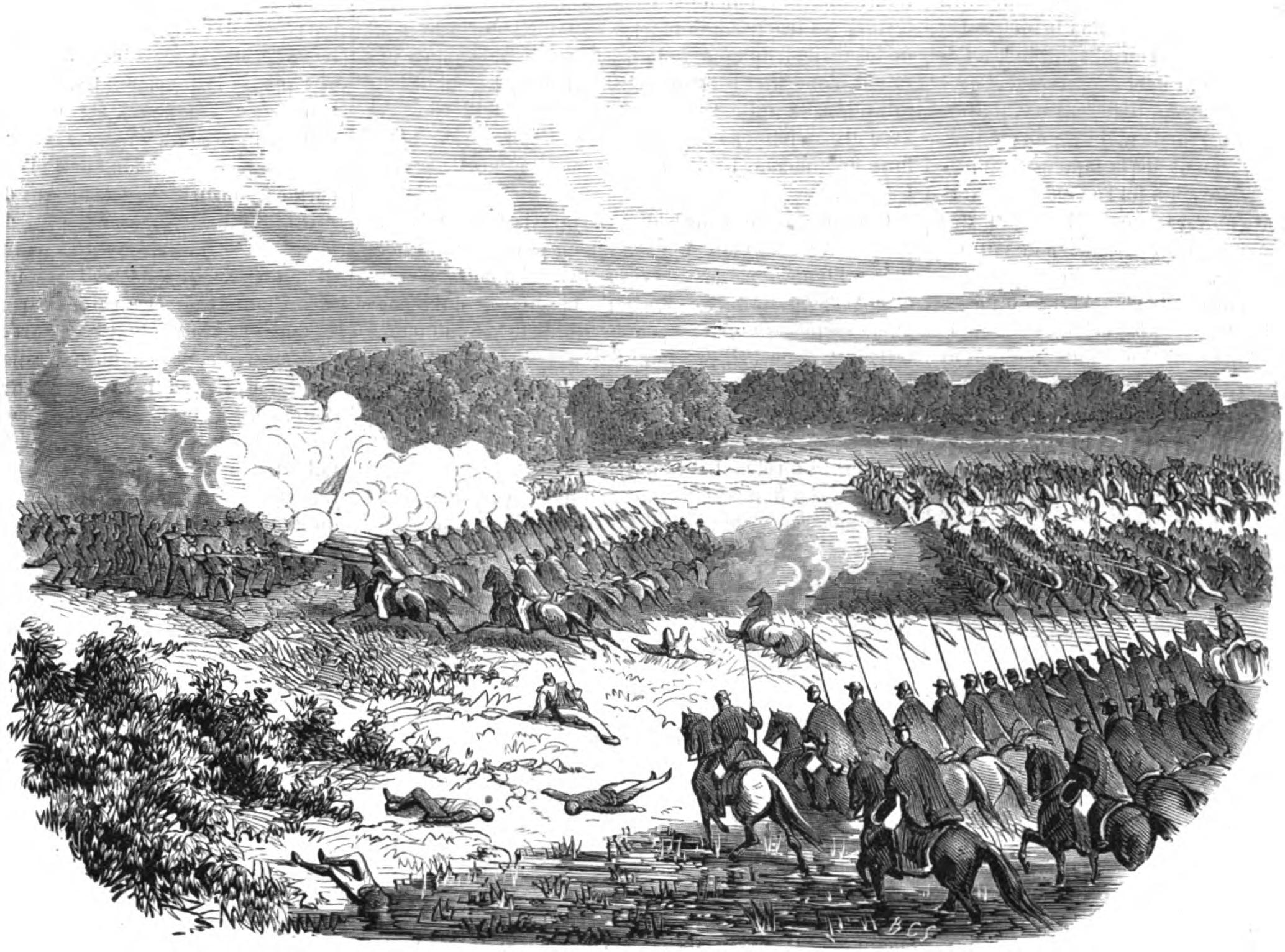
Combate do Botuí (L'Illustration, 1865).

Com o intuito de forçar um acordo de paz com os brasileiros que lhe fosse favorável López ordena a invasão do Rio Grande do Sul. Sob o comando de Antonio Estigarribia são mobilizados para a tarefa de 10 a 12 000 soldados que são divididos em 2 colunas. A principal com 7 500 homens sob o comando direto do próprio Estigarribia tem a missão de adentrar no território brasileiro. 3 000 liderados pelo major Pedro Duarte não atravessam o rio Uruguai e acompanha a primeira coluna na costa do rio. Na manhã do dia 10 de junho de 1865 Estigarribia inicia os preparativos para a travessia. Os paraguaios atravessam o rio a canoa e a pé e com eles 5 canhões e 30 carretas com mantimentos. As 10 horas os paraguaios iniciam a invasão de São Borja encontrando no local uma fraca resistência de lanceiros comandados pelo coronel Ferreira Guimarães. A batalha dura 2 dias quando finalmente os brasileiros se retiram da vila, logo ocupada e saqueada pelos invasores durante uma semana. Animados pela vitória os paraguaios marcham para o sul, sempre na beira do rio Uruguai.
No dia 26 de junho um contingente de cerca de 500 homens encontra uma coluna brasileira de 2 000 soldados do Coronel Fernandes Lima próximo ao riacho Butuí, amargando uma derrota e fuga dos restantes para a coluna principal de Estigarribia, representando a única oposição bem sucedida dos brasileiros antes de Uruguaiana. Ao chegarem em Itaqui no dia 7 de julho a encontram quase vazia, sem resistência, onde saqueiam e permanecem por oito dias, provavelmente a espera de instruções.

### Marcha para Uruguaiana, cerco e derrota
Desobedecendo ordens de Solano López de permanecerem em Ybicuí, cerca de 36 quilômetros de Itaqui, o coronel Estigarribia ordena as tropas que marchem para o sul em direção de Uruguaiana. O avanço foi difícil para os paraguaios visto que era um período chuvoso e particularmente frio e as tropas não tinham tendas, uniformes apropriados ou calçados. Além disso, Estigarribia sabia do extremo perigo que era atravessar o rio Ibicuí, caudaloso e cheio onde se poderia perder as carretas, canhões e bagagens e o fato de que poderiam ser atacados pela retaguarda por tropas imperiais do Coronel Fernandes Lima. Apesar disso as tropas atravessam o rio, sendo hostilizadas por algumas centenas de soldados brasileiros que preferiram não estabelecer combate. O comandante paraguaio admirou-se da facilidade da ultrapassagem do Ibicuy que se deveu, segundo ele, à negativa dos imperiais, comandados por David Canabarro, de “disputar-nos a passagem deste rio, que apresentava vantagens imensas ao inimigo”. Escreveu ao mariscal que esperava poder comunicar “dentro de poucos dias” que a vila de Uruguaiana se encontrava em mãos paraguaias.

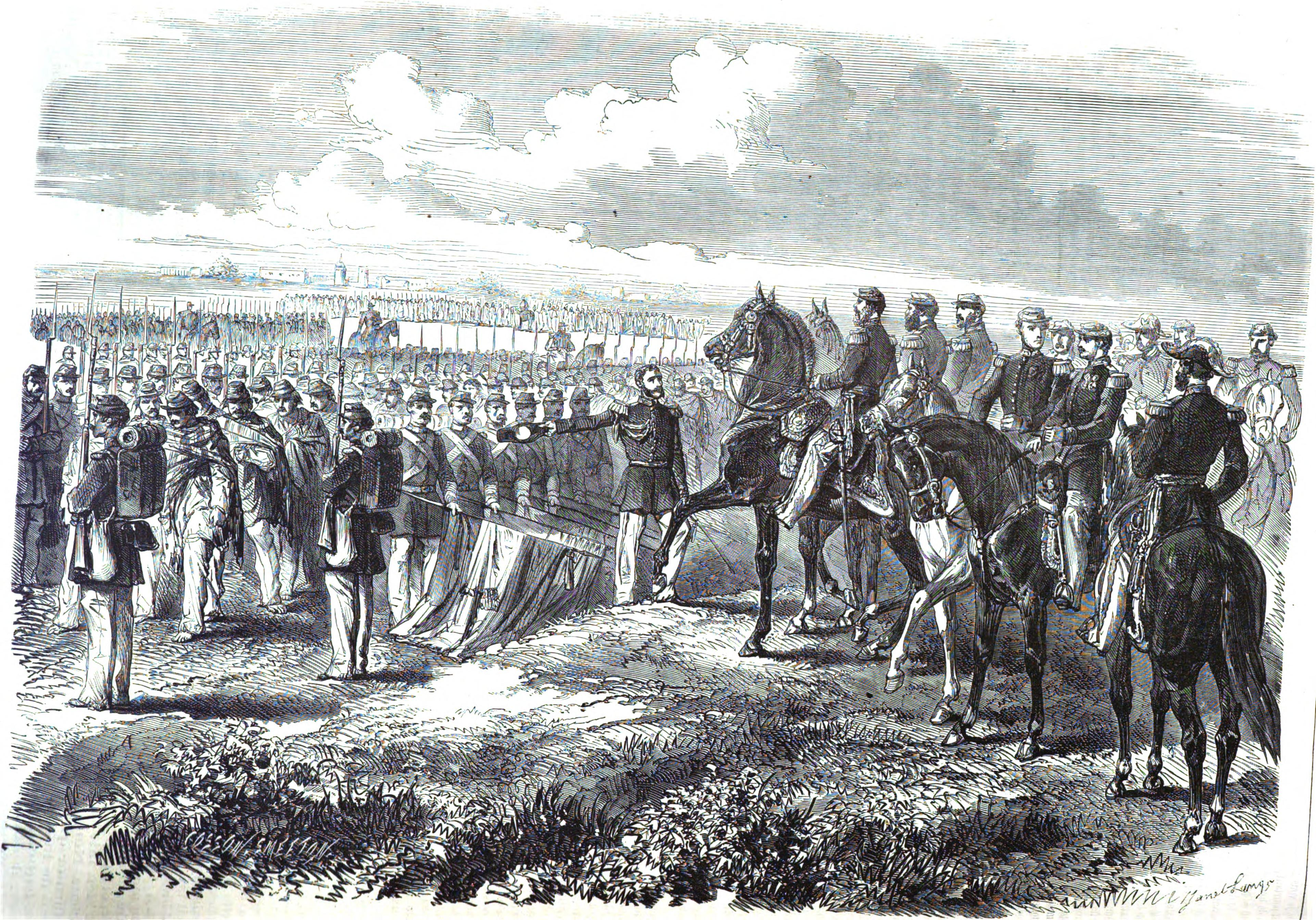
Capitulação dos paraguaios em Uruguaiana (por Cosson-Smeeton & Janet Lange, a partir de um esboço de Francisco Rubio, publicado em L'Illustration, 1866).

Em 2 de agosto, o major Duarte ocupou Paso de los Libres, e três dias depois Estigarribia com seus 7 000 homens ocupou Uruguaiana, do outro lado do rio, em território brasileiro. Estigarribia tinha ordens para continuar o caminho para o leste, abordando Alegrete mas parou para esperar as tropas que estavam por vir do Paraná. Quando soube que essas forças não viriam em seu auxílio, Estigarribia pediu-lhe repetidamente para enviar ajuda do Paraná. López nunca atendeu o pedido. Logo cerca de 17 000 soldados da recém formada Tríplice Aliança sob a liderança do Conde de Porto Alegre iniciam o cerco ainda em agosto de 1865. Após várias intimações dos aliados, sendo a última de 18 de setembro com a ameaça de invasão da cidade, além da fome e falta de auxílio de López, Estigarribia se rende com cerca de 6 000 de seus homens, finalizando assim a campanha no Rio Grande do Sul.